# Бочечанський заказник
Бочеча́нський зака́зник — ландшафтний заказник місцевого значення в Україні. Об'єкт природно-заповідного фонду Сумської області. 
Розташований у межах Конотопського району Сумської області, біля сіл Бочечки, Жолдаки та Сахни. 
Площа 97,8 га. Оголошено територією ПЗФ 21.12.1983 року. Перебуває у віданні: Бочечківська сільська рада, Конотопський агролісгосп. 
Частина болотного масиву серед піщаної тераси долини річки Сейм, обмеженого каналами осушувальної мережі. Меліороване болото відновлює свій водний режим, порушені місця заростають, створюючи умови для відтворення популяцій мисливських тварин. 
Заказник перебуває у складі регіонального ландшафтного парку «Сеймський».